# Cinsault
Cinsault, auch Cinsaut, ist eine Rotweinsorte. Sie ist eine weit verbreitete, sehr alte Sorte aus Languedoc in Südfrankreich und wird dort hauptsächlich als Verschnitt mit den Rebsorten Carignan, Grenache, Mourvèdre und Syrah eingesetzt. Auch in anderen Teilen Frankreichs (Bandol, Cassis, Châteauneuf-du-Pape, Vacqueyras, Korsika, …) ist sie häufig zu finden. Weitere bedeutende Anbauflächen befinden sich in Marokko, Südafrika und Italien: die weltweit bestockte Fläche wurde Ende der 1990er Jahre auf ca. 45.000 ha geschätzt.
Reinsortig ausgebaut hat sie einen unverwechselbaren Charakter.
In Frankreich wird die Sorte auch als Tafeltraube verkauft. International kennt die Sorte jedoch wenig Erfolg, da die Beeren im Bereich der Tafeltrauben trotz ihrer Größe als zu klein gewertet werden.
In der Kreuzung Pinot Noir × Cinsault stand sie für den Pinotage Pate. Albert Seibel setzte die Sorte bei der Entwicklung einiger Seibel-Reben ein und Pierre Castel nutzte Cinsault zur Züchtung der Sorte Castel 19637.
Siehe auch die Artikel Weinbau in Frankreich (22.239 Hektar, Stand 2007), Weinbau in Italien, Weinbau in Südafrika (2.412 Hektar, Stand 2007), Weinbau in den Vereinigten Staaten (insbesondere in Kalifornien → Weinbau in Kalifornien 54 Hektar, Stand 2007), Weinbau in Chile, Weinbau in Argentinien, Weinbau in Griechenland, Weinbau in Rumänien, Weinbau in Bulgarien, Weinbau in Portugal, Weinbau in Algerien, Weinbau in Tunesien und Weinbau im Libanon sowie die Liste von Rebsorten.

## Ampelographische Sortenmerkmale
In der Ampelographie wird der Habitus folgendermaßen beschrieben:
- Die Triebspitze ist offen. Sie ist stark weißlich behaart mit sehr leicht rötlichem Anflug. Die gelblichen, leicht rötlichen Jungblätter sind schwach behaart. Die Oberfläche der Jungblätter ist bereits blasig.
- Die mittelgroßen Blätter (siehe auch den Artikel Blattform) sind meist fünflappig und stark gebuchtet. Sie sind von hellgrüner Farbe. Die Stielbucht lyren-förmig offen bis geschlossen. Der Blattrand ist fein gesägt. Die Zähne sind im Vergleich der Rebsorten klein. Die Blattoberfläche (auch Spreite genannt) ist glatt.
- Die konus- bis walzenförmige Traube ist groß und dichtbeerig. Die ovalen Beeren sind groß und von schwarz-blauer Farbe. Die Beeren sind saftig; der Saft ist farblos.

Die Rebsorte treibt relativ spät aus.
Cinsault wird meist mit der Gobelet-Methode erzogen. Anfällig ist er gegen den Echten Mehltau, den Falschen Mehltau, die Eutypiose und die Rohfäule. Daher können die Erträge zwischen 40 Hektoliter/Hektar und 100 Hektoliter/Hektar variieren. Vorteilhaft ist die Resistenz gegen Trockenheit und starken Wind.
In Frankreich wurden bisher 21 Klone selektiert und anerkannt. Die gängigsten sind dabei die Klone n° 5 (sehr ertragsstark, mäßig wuchsstark), n° 3 (sehr ertragsstark, wuchsstark) und n° 103 (gute Qualität bei schwachem Ertrag). Cinsault ist eine Varietät der Edlen Weinrebe (Vitis vinifera). Sie besitzt zwittrige Blüten und ist somit selbstfruchtend. Beim Weinbau wird der ökonomische Nachteil vermieden, keinen Ertrag liefernde, männliche Pflanzen anbauen zu müssen.
Cinsault reift ca. 20 Tage nach dem Gutedel und gilt in südlichen Anbaugebieten als früh reifend.

## Synonyme
Da Cinsault weit verbreitet ist, ist die Liste der Synonyme lang. Die Rebsorte ist auch unter den Namen Bastardillo Serrano, Black Malvoisie, Black Prince, Blue Imperial, Boudales, Bourdales, Bourdales Kek, Bourdelas, Bourdelas Noir, Brugnola, Budales, Calabre, Chainette, Cincault, Cincout, Cinq-Saou, Cinq-Saut, Cinqsaou, Cinqsaut, Cinquien, Cinsanet, Cinsault, Cinsaut Couche, Cinsean, Cubilier, Cubillier, Cuviller, Cuvillier, Espagne, Espagnen, Espagnin Noir, Espagnol, Froutignan, Grappu De La Dordogne, Grecau, Grecu Masculinu, Gros De Lacaze, Gros Marocain, Hermitage, I Gros, Imperial Blue, Kara, Kara Takopoulo, Madiran, Madiran Du Portugal, Malaga, Malaga Kek, Malvoise, Marcholin, Marocain, Marroquin, Marrouquin, Maurange, Mavro Kara, Mavro Kara Melkii, Milhau, Milhaud, Milhaud Du Pradel, Morterille, Morterille Noire, Moustardier Noir, Navarro, Negru De Sarichioi, Oeillade, Oeillade Noir, Ottavianello, Ottaviano, Ottavianuccia, Ottavinello, Pampous, Papadou, Passerille, Passerille Senso, Pedaire, Petaire, Picanard Noir, Picardan, Picardan Noir, Piede Di Colombo, Piede Di Palumbo, Piede Rosso, Pipadou, Piqepoul, Piquepoul D'Uzes, Pis De Chevre, Pis De Chevre Rouge, Plant D Arles Boudales, Plant D'arles, Plant De Broqui, Plant De Broquies, Poupe De Crabe, Poupo De Crabe, Poupo De Crabo, Pousse De Chevre, Primitivo Di Bernalda, Prunaley, Prunelard, Prunelas, Prunelat, Prunella, Prunellas, Prunellas Noir, Prunestra, Quattro Rappi, S. Saul, Salerne, Samso, Samson, Sao Saul, Senso, Sensu, Sinseur, Sinso, Sinson, Strum, Takopulo Kara, Ulliaou, Uva Spina, West's White Prolific bekannt.